# Кустошия (футбольный клуб)
НК Кустошия (хорв. Nogometni Klub Kustošija) — хорватский футбольный клуб из Загреба, столицы Хорватии. Домашние матчи команда проводит на стадионе Кустошия, вмещающем 2 550 зрителей. С 2017 года клуб выступает в хорватской Второй лиге.

## История
Клуб был основан в 1929 году под названием Металац (хорв. Metalac). Он периодически выступал во Второй лиге Югославии в 1940-х, 1950-х и 1960-х годах. В 1948 и 1951 годах «Металац» доходил до четвертьфинала Кубка Югославии, где был соответственно разгромлен загребским «Динамо» (1:5) и «Црвеной Звездой» (0:5).
С 1993 года клуб носит своё нынешнее название. «Кустошия» принимала участие в Кубке Хорватии 2013/14, где в предварительном раунде разгромила (4:1) в гостях клуб «Загорац Крапина», а на следующем этапе проиграла «Хайдуку» из Сплита.
В 2016 году «Кустошия» пробилась в Третью лигу. По итогам сезона 2016/2017 команда заняла второе место в Западной группе вслед за «Виноградаром», но в отличие от него получила лицензию на выступление во Второй лиге на будущий сезон. Таким образом, за 5 лет с того момента, как Владимир Бабич стал президентом клуба, «Кустошия» проделала путь из шестой по значимости лиги Хорватии во вторую.